# 장수면
장수면(長壽面)은 대한민국 경상북도 영주시의 면이다. 넓이는 42.05km2이고, 인구는 2015년 말 기준으로 2,563명이다.

## 유래
약 400여년 전 전의 이씨들이 현 화기2리 구역에 "장수원"이라는 마을을 개척해 살기 시작해 집성촌을 이룬 후 노인들이 많이 있다고 하여 "장수원"이라 했다. 이후 1914년 일제시대 행정구역 개편할 때 "호문면"과 "두전면"을 병합하여 "장수면"이라 칭한 데서 유래하였다.

## 역사
- 1414년 : 조선 태종 때 영천군 두전면, 호문면으로 구분
- 1914년 4월 1일 : 부군면 통폐합으로 두전면, 호문면을 합쳐 영주군 장수면으로 개칭
- 1980년 : 영주시 승격으로 영풍군 장수면으로 개칭
- 1983년 : 영주군 안정면 파지리를 편입
- 1989년 : 예천군 감천면 미석리 일부를 편입
- 1995년 : 영풍군·영주시 통합으로 영주시 장수면으로 개칭

## 행정 구역
| 법정리 | 행정리                             | 비고                  |
| ------ | ---------------------------------- | --------------------- |
| 갈산리 | 갈산1리, 갈산2리, 갈산3리          |                       |
| 두전리 | 두전1리, 두전2리, 두전3리, 두전4리 |                       |
| 반구리 | 반구1리, 반구2리                   | 면행정복지센터 소재지 |
| 성곡리 | 성곡1리, 성곡2리                   |                       |
| 소룡리 | 소룡1리, 소룡2리, 소룡3리          |                       |
| 파지리 | 파지리                             |                       |
| 호문리 | 호문1리, 호문2리, 호문3리          |                       |
| 화기리 | 화기1리, 화기2리                   |                       |